# Horní čelist
Horní čelist (maxilla) je jedna z kostí lebky (konkrétně její obličejové části). Je uložena pod očnicí bočně od dutiny nosní. Tvoří ji především tělo (corpus maxillae), výběžky a uvnitř obsahuje vedlejší nosní dutiny (sinus maxillaris).
Z těla maxily vybíhají výběžky:
- čelní (processus frontalis) míří kraniálně a spojuje se s kůstkami nosními
- lícní (processus zygomaticus) vybíhá laterálně a spojuje se s kostí lícní
- dásňový (processus alveolaris) podkovitý výběžek, směrem dolů, ve kterém jsou v zubních lůžcích uloženy zuby

Dále horní čelist obsahuje na svém těle podočnicový otvor (foramen infraorbitale), jímž vystupuje ven 2. větev trojklaného nervu.